# Пульези, Маурицио
Маурицио Пульези (итал. Maurizio Pugliesi; род. 27 декабря 1976, Капанноли, Тоскана) — итальянский футболист, вратарь. В настоящее время тренер вратарей в клубе «Пиза».

## Карьера
Молодёжную карьеру провёл в «Понтедера». В 1994 году дебютировал за основную команду. За семь сезонов в составе «гранатовых» Пульези принял участие в 90 матчах. Сезон 2000/2001 провёл в «Монтеварки». В 2001 году перешёл в клуб из Серии B — «Пескара», где 17 декабря дебютировал в матче против «Тревизо» (0-3).
В составе «дельфинов» Маурицио провёл 7 матчей, после чего был отдан в арендыː сначала в «Поджибонси», а потом и в «Гроссето».
3 июля 2004 года подписал контракт с клубом «Римини». 15 мая 2005 года одержал победу в Высшем дивизионе Профессиональной лиги с дублем клуба. 19 июня 2006 года продлевает свой контракт ещё на 2 сезона.
14 июля 2010 года Пульези подписал контракт с клубом «Пиза». Первоначально считался заменой Ивана Ланни но с приходом в клуб Дино Пальяри Пульези стал основным вратарём. 7 июля 2012 года продлил контракт до 2014 года. Позже стал заменяющим вратарём, а основным — Иван Проведель.
9 сентября 2014 года в качестве свободного агента был взят клубом «Эмполи» и исполнял роль резервного вратаря. Контракт был подписан на один сезон, но 6 июля 2015 года он был продлён ещё на один.
15 мая 2016 года, в возрасте 39 лет и 5 месяцев, Пульези дебютировал в Серии А в матче против «Торино». Таким образом, Маурицио стал самым возрастным дебютантом Серии А, обогнав бразильца Амилкара Барбуя, который совершил дебют в 38 лет.